# Hetaerina cruentata
Hetaerina cruentata är en trollsländeart som först beskrevs av Jules Pièrre Rambur 1842.  Hetaerina cruentata ingår i släktet Hetaerina och familjen jungfrusländor. Inga underarter finns listade i Catalogue of Life.

## Bildgalleri

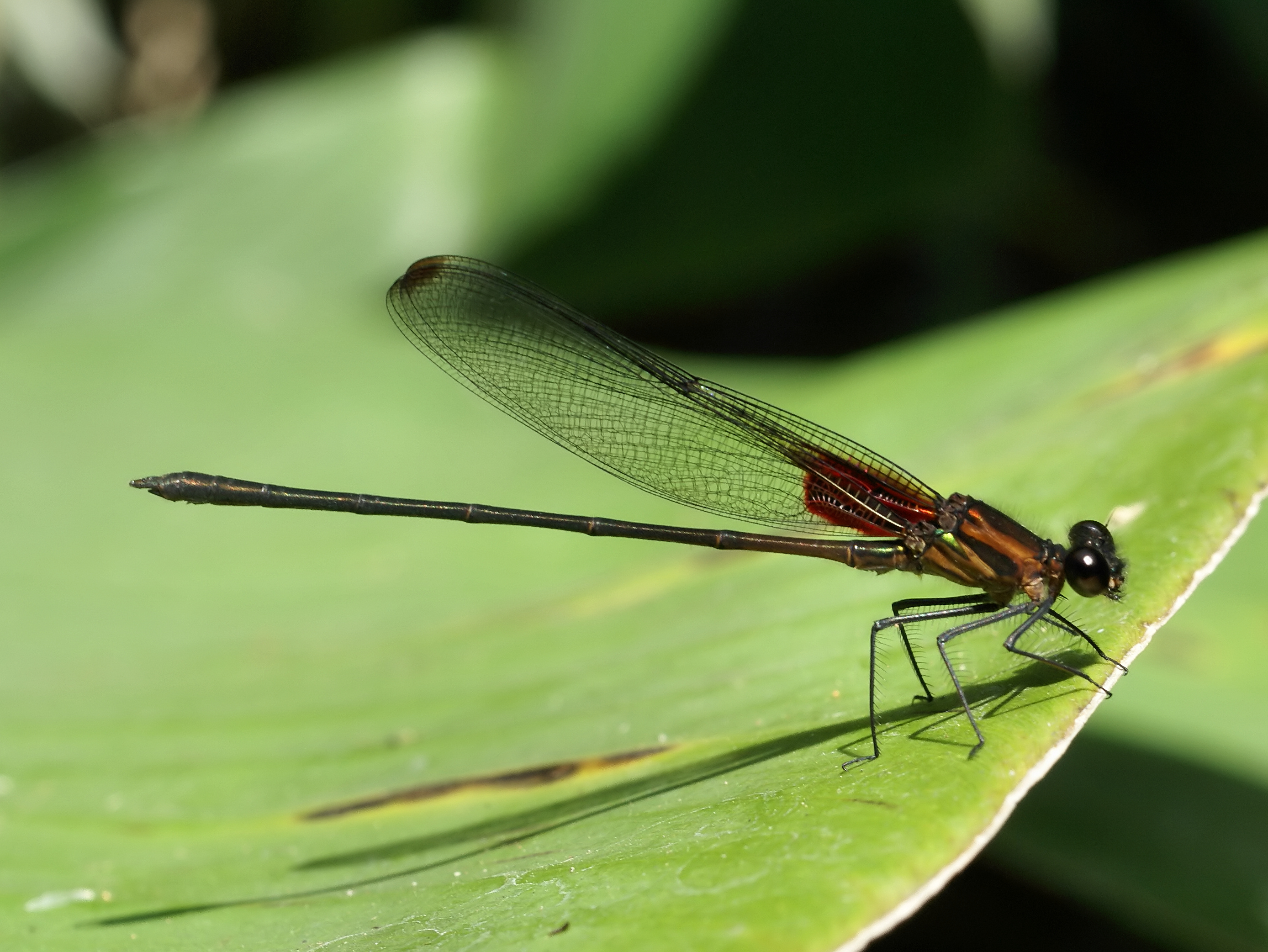
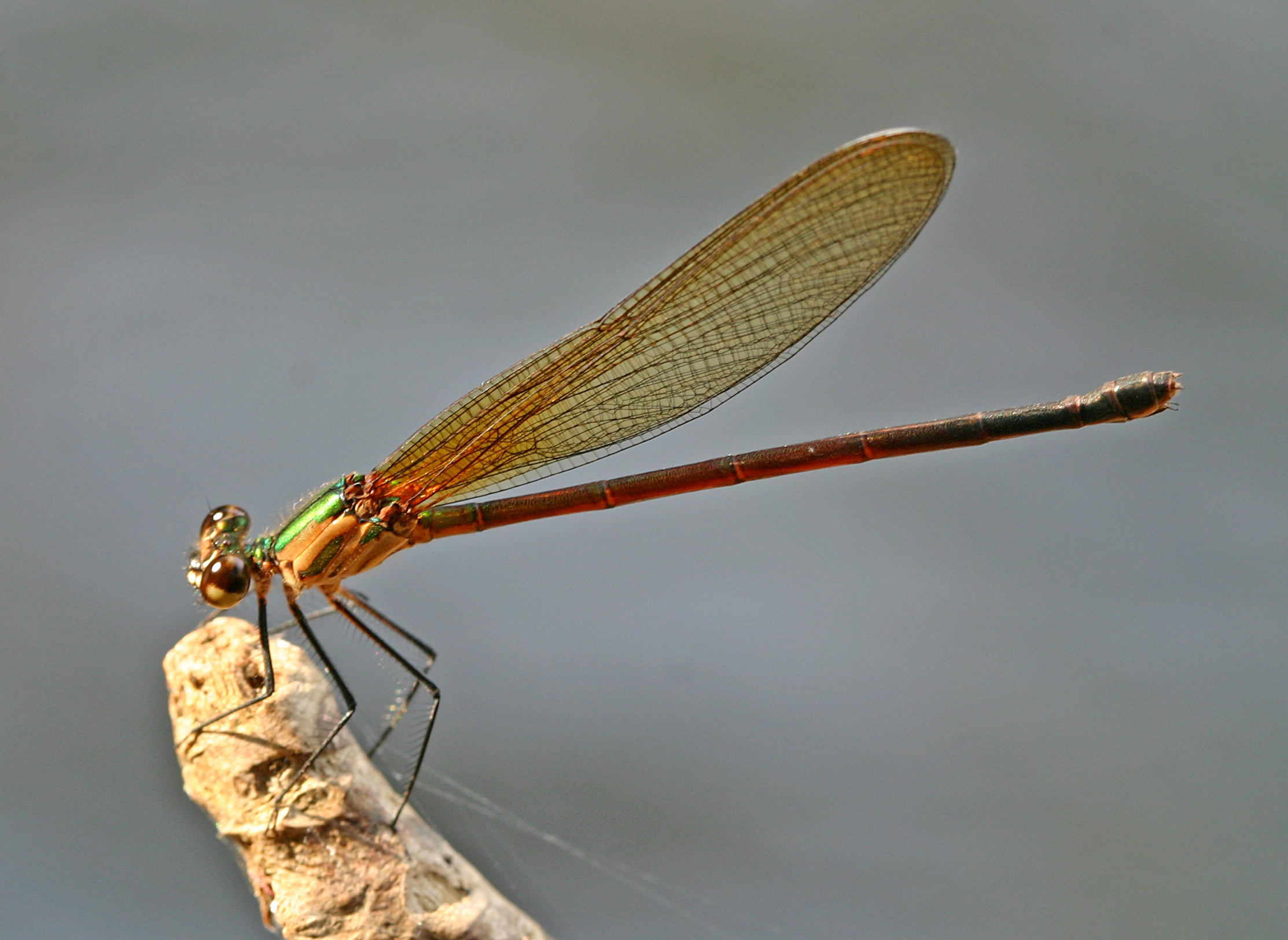
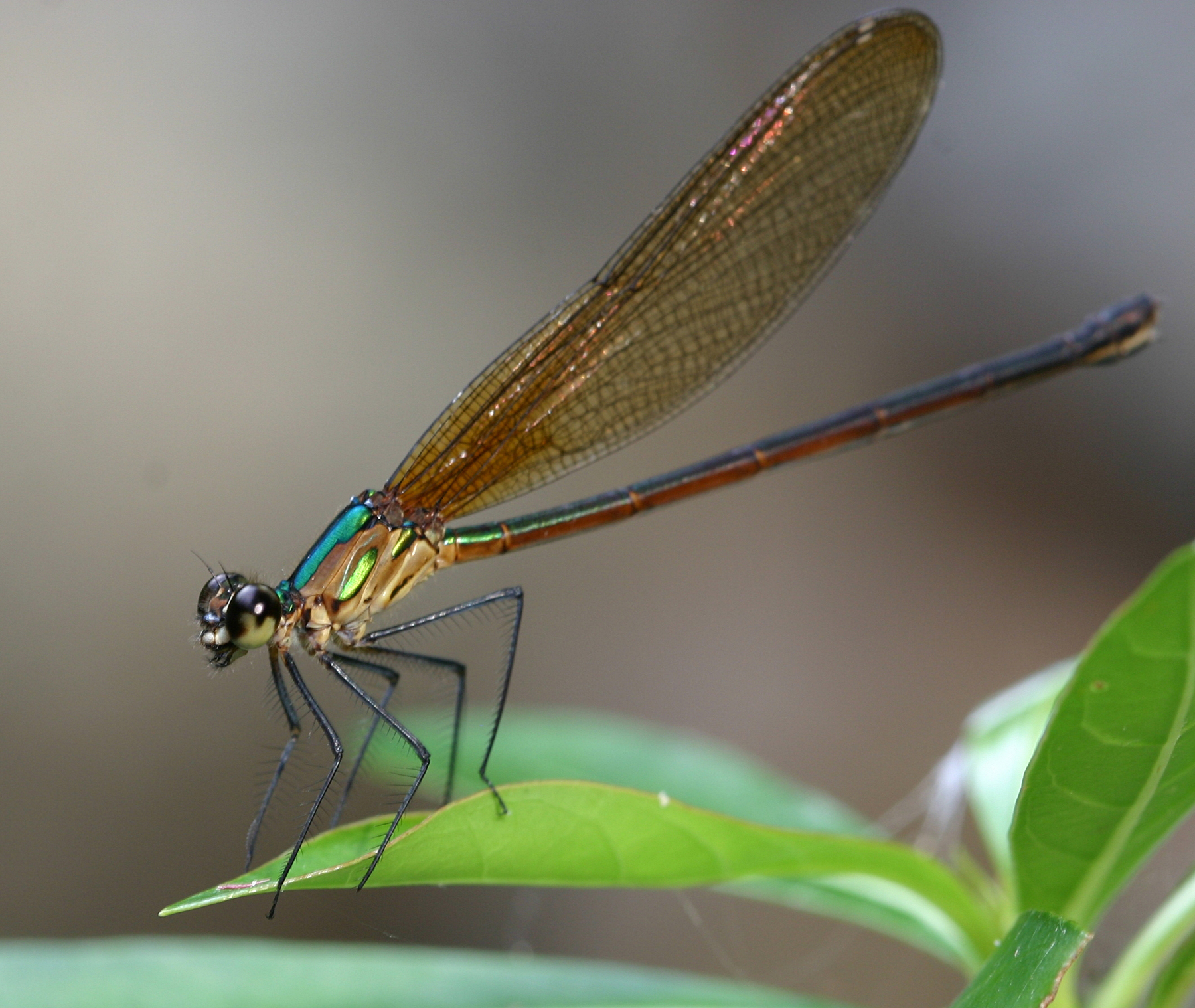
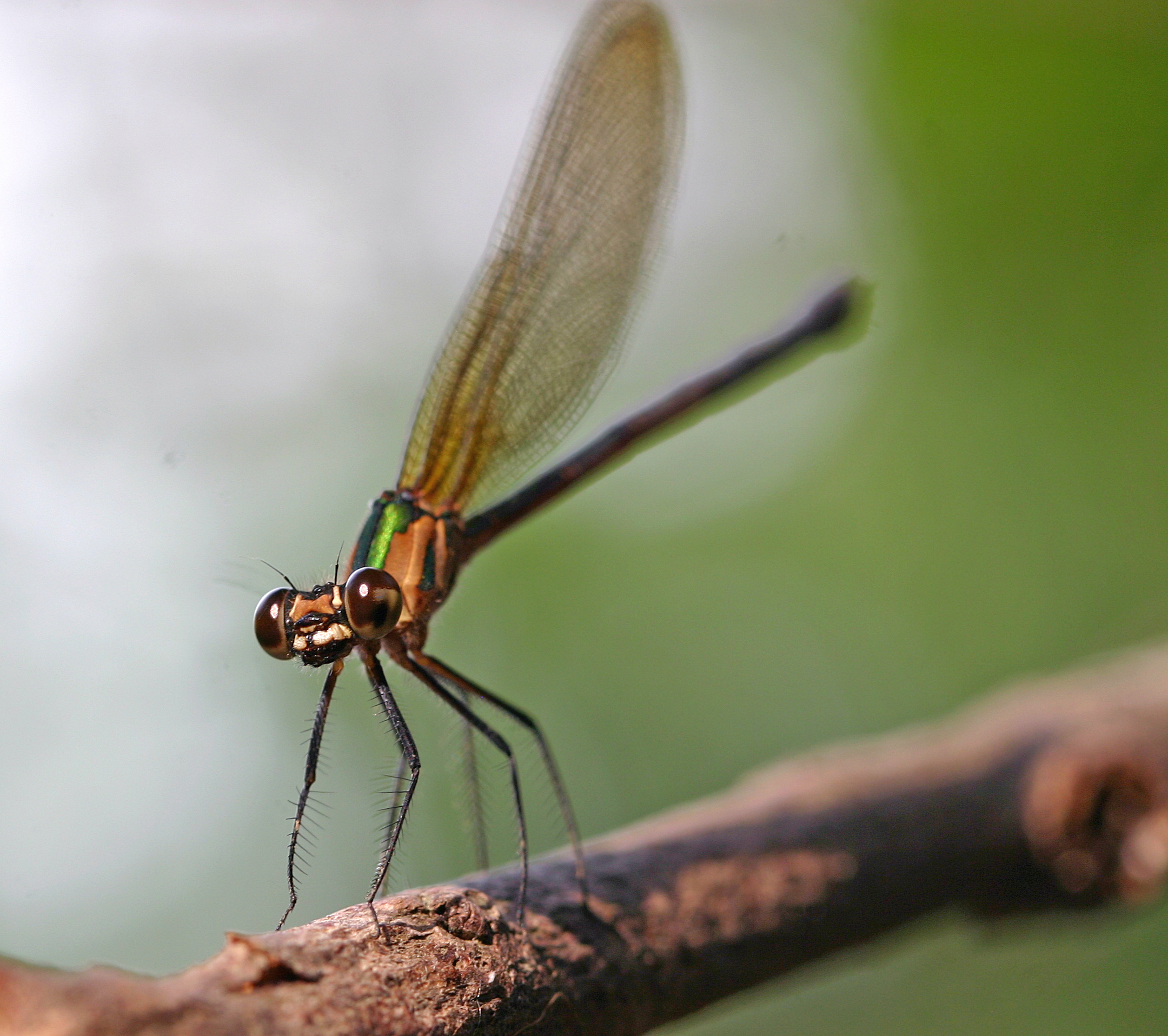